# Melozone biarcuata
Melozone biarcuata е вид птица от семейство Овесаркови (Emberizidae).

## Разпространение
Видът е разпространен от Южно Мексико до Западен Хондурас. Среща се на средна надморска височина между 600 и 1600 м.